# Domont
Domont egy község Franciaországban. Lakosainak száma 16 075 fő (2022. január 1.).

## Földrajza
Domont Moisselles, Montlignon, Montmorency, Andilly, Bouffémont, Ézanville, Piscop és Saint-Prix községekkel határos.

## Testvértelepülések
- Germering
- Shepshed
- Wolsztyn
- Buja